# Friedrich Beneke
Friedrich Beneke (* 3. März 1853 in Hannover; † 24. Juni 1901 in Marburg) war ein deutscher Gymnasiallehrer.

## Leben

### Herkunft und Ausbildung
Beneke besuchte das Gymnasium Philippinum in Marburg und die Kgl. Landesschule Pforta bis Michaelis 1871. Er studierte an der Universität Marburg erst Medizin, dann Philologie. 1872 wurde er im Corps Hasso-Nassovia recipiert. Er wechselte an die Universität Leipzig und wurde noch im selben Jahr auch im Corps Saxonia Leipzig aktiv. Schließlich studierte er an der Universität Straßburg, wo er sich 1874 auch dem Corps Rhenania Straßburg anschloss.
Im Juli 1879 wurde er von der philosophischen Fakultät in Straßburg zum Dr. phil. promoviert.

### Persönliches
Beneke trat Ostern 1900, nachdem er zuvor einen Schlaganfall erlitten hatte, mit 47 Jahren in den Ruhestand. Er ist in Marburg beerdigt.

## Wirken
Am 1. Oktober 1875 trat Beneke in das Lehrerkollegium des Großherzoglichen evangelischen Mariengymnasiums in Jever ein. Nach dem Examen pro facultate docendi und dem Probejahr blieb er dort noch ein Jahr als wissenschaftlicher Hilfslehrer. 
Von Michaelis 1877 bis Michaelis 1879 nahm er dann eine ordentliche Lehrerstelle am Großherzoglichen Gymnasium zu Oldenburg ein. Von Oldenburg als ordentlicher Lehrer an das Gymnasium zu Bochum berufen, wurde er 1882 zum Oberlehrer und 1893 zum Gymnasialprofessor befördert. 
Am 17. April 1895 wurde er zum Direktor des Kgl. Gymnasiums Hammonense ernannt und am 14. Mai dort feierlich eingeführt. Er leitete diese Anstalt bis zu seinem Schlaganfall im November 1898. 

## Veröffentlichungen
- Beiträge zur Metrik der Alexandriner (= Städtisches Gymnasium zu Bochum. Beilage zu dem Jahresbericht über das Schuljahr. 1882/83, ZDB-ID 1020282-1). (Teil 1). s. n., Bochum 1883, (Digitalisat).
- Beiträge zur Metrik der Alexandriner (= Städtisches Gymnasium zu Bochum. Beilage zu dem Jahresbericht über das Schuljahr. 1883/84). Teil 2. s. n., Bochum 1884, (Digitalisat).
- Die Behandlung Grillparzers im deutschen Unterricht der Prima. In: Jahresbericht des Königlichen Gymnasiums zu Hamm über das Schuljahr von Ostern 1896 bis Ostern 1897. (Digitalisat)
- Mitarbeit an dem Archiv für lateinische Lexikographie und Grammatik.[4]